# 원주청원학교
원주청원학교(Wonju Chongwon Special Education School)는 강원특별자치도 원주시에 있는 공립 특수학교이다. 지적장애 학생을 위한 특수교육기관으로 유치부, 초등부, 중학부, 고등부, 전공과를 두고 있다.

## 역사
- 1985년 5월 20일 : 개교